# Alok
Alok Achkar Peres Petrillo (Goiânia; 26 de agosto de 1991), conocido simplemente como Alok, es un DJ, remezclador y productor discográfico brasileño. Ganó reconocimiento internacional en 2016 por su sencillo «Hear Me Now».
En 2021, 2022, 2023 y 2024 fue clasificado como el cuarto mejor DJ del mundo por DJ Mag, siendo el puesto más alto ocupado por un brasileño.

## Primeros años
Petrillo nació en Goiânia, Brasil, hijo de los DJ Swarup y Ekanta, quienes también son pioneros del psytrance en el país y creadores del Universo Paralello, un festival de música electrónica en Bahía.
Su nombre surgió luego de que sus padres viajaran a la India, donde se encontraron con el gurú espiritual Osho, quien indicó que el niño debería llamarse Alok, que en sánscrito significa «luz».

## Carrera

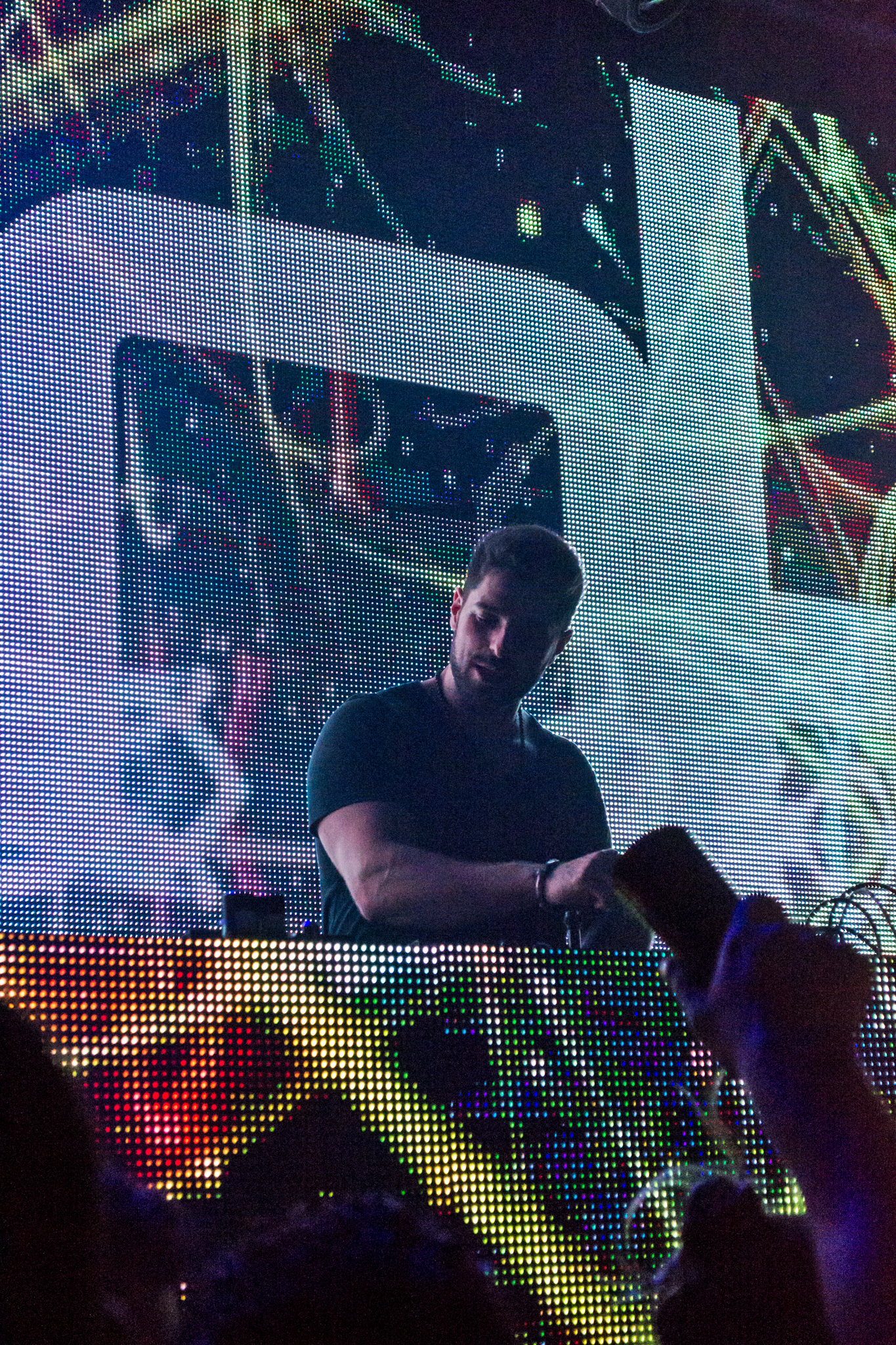
Alok 2016-12-24

A los 10 años, Petrillo comenzó a aprender a tocar, tocando música con su hermano gemelo fraterno Bhaskar Petrillo. En 2004, él y su hermano asistieron al estudio de ensayo de la banda de su padre Swarup, tocando la batería. Según Ekanta, estaban interesados en cómo se hacían las remezclas y con la ayuda de los DJ Zumbi y Pedrão, amigos de la familia, les enseñaron a los hermanos a mezclar las canciones, y cada uno aprendió una especialidad, uno en el teclado y el otro en la guitarra. Poco después, el DJ y productor Dick Trevor instaló el programa de edición de música Logic Pro en la computadora de Swarup, acercando a los hermanos a la producción musical.
Petrillo es el fundador de UP Club Records  un sello discográfico especializado en descubrir nuevos talentos innatos en la música electrónica . Además, en junio de 2019, fundó Controversia Records, un subsello de Spinnin' Records.
En noviembre de 2019, Petrillo se convirtió en un personaje de Garena Free Fire bajo su nombre Alok y lanzó «Vale Vale» junto con Zafrir. En agosto de 2021, según la información del juego de Garena Free Fire, Alok es el personaje más utilizado en el juego. Petrillo junto con Dimitri Vegas & Like Mike y KSHMR lanzaron una canción de colaboración para el cuarto aniversario de Free Fire.

## Discografía

### Álbumes recopilatorios
| Título                     | Detalles                                                                                              |
| -------------------------- | --- |
| Colcci: Party All the Time | - Lanzamiento: 15 de agosto de 2016 - Discográfica: House Mag Records - Formato: CD, descarga digital |

### EP
| Título                              | Detalles                                                                                        |
| ----------------------------------- | ----------------------------------------------------------------------------------------------- |
| Alok Presents Brazilian Bass Part 1 | - Lanzamiento: 21 de julio de 2017 - Discográfica: Spinnin' Records - Formato: Descarga digital |
| Deeper                              | - Lanzamiento: 11 de febrero de 2017 - Discográfica: Controversia - Formato: Descarga digital   |

### Sencillos

#### Como artista principal
| Título                                                                         | Año  | Posicionamiento en listas | Posicionamiento en listas | Posicionamiento en listas | Posicionamiento en listas | Posicionamiento en listas | Posicionamiento en listas | Posicionamiento en listas | Posicionamiento en listas | Posicionamiento en listas | Posicionamiento en listas | Certificaciones                                               | Álbum                                       |
| Título                                                                         | Año  | ALE                       | AUT                       | BRA                       | DIN                       | EUA Dance                 | FIN                       | FRA                       | NOR                       | PB                        | SUE                       | Certificaciones                                               | Álbum                                       |
| ------------------------------------------------------------------------------ | ---- | ------------------------- | ------------------------- | ------------------------- | ------------------------- | ------------------------- | ------------------------- | ------------------------- | ------------------------- | ------------------------- | ------------------------- | ------------------------------------------------------------- | ------------------------------------------- |
| «Superstition»                                                                 | 2012 | —                         | —                         | —                         | —                         | —                         | —                         | —                         | —                         | —                         | —                         |                                                               | Sencillos sin álbum                         |
| «We Need Hip Hop»                                                              | 2012 | —                         | —                         | —                         | —                         | —                         | —                         | —                         | —                         | —                         | —                         |                                                               | Sencillos sin álbum                         |
| «Put Some Sax On»                                                              | 2013 | —                         | —                         | —                         | —                         | —                         | —                         | —                         | —                         | —                         | —                         |                                                               | Sencillos sin álbum                         |
| «Arabe»                                                                        | 2013 | —                         | —                         | —                         | —                         | —                         | —                         | —                         | —                         | —                         | —                         |                                                               | Sencillos sin álbum                         |
| «Higher»                                                                       | 2014 | —                         | —                         | —                         | —                         | —                         | —                         | —                         | —                         | —                         | —                         |                                                               | Sencillos sin álbum                         |
| «Naughty People» (con Yves Paquet)                                             | 2014 | —                         | —                         | —                         | —                         | —                         | —                         | —                         | —                         | —                         | —                         |                                                               | Sencillos sin álbum                         |
| «I Know You Feel It»                                                           | 2014 | —                         | —                         | —                         | —                         | —                         | —                         | —                         | —                         | —                         | —                         |                                                               | Sencillos sin álbum                         |
| «House Hop»                                                                    | 2014 | —                         | —                         | —                         | —                         | —                         | —                         | —                         | —                         | —                         | —                         |                                                               | Sencillos sin álbum                         |
| «Play My Game»                                                                 | 2014 | —                         | —                         | —                         | —                         | —                         | —                         | —                         | —                         | —                         | —                         |                                                               | Sencillos sin álbum                         |
| «The Future»                                                                   | 2015 | —                         | —                         | —                         | —                         | —                         | —                         | —                         | —                         | —                         | —                         |                                                               | Sencillos sin álbum                         |
| «Winter Sunset» (Alok y Dazzo con Ellie Ka)                                    | 2015 | —                         | —                         | —                         | —                         | —                         | —                         | —                         | —                         | —                         | —                         |                                                               | Sencillos sin álbum                         |
| «Who Gives» (junto con Shapeless)                                              | 2015 | —                         | —                         | —                         | —                         | —                         | —                         | —                         | —                         | —                         | —                         |                                                               | Sencillos sin álbum                         |
| «Yawanawa»                                                                     | 2015 | —                         | —                         | —                         | —                         | —                         | —                         | —                         | —                         | —                         | —                         |                                                               | Sencillos sin álbum                         |
| «Feels Good» (junto con Diego Miranda)                                         | 2015 | —                         | —                         | —                         | —                         | —                         | —                         | —                         | —                         | —                         | —                         |                                                               | Sencillos sin álbum                         |
| «Freedom in the Valley» (junto con Dressel, Daavar & Zeppeliin)                | 2015 | —                         | —                         | —                         | —                         | —                         | —                         | —                         | —                         | —                         | —                         |                                                               | Sencillos sin álbum                         |
| «Liquid Blue» (junto con Dazzo)                                                | 2016 | —                         | —                         | —                         | —                         | —                         | —                         | —                         | —                         | —                         | —                         |                                                               | Sencillos sin álbum                         |
| «I Need the Bass» (junto con Sevenn)                                           | 2016 | —                         | —                         | —                         | —                         | —                         | —                         | —                         | —                         | —                         | —                         |                                                               | Sencillos sin álbum                         |
| «Mix Forever»                                                                  | 2016 | —                         | —                         | —                         | —                         | —                         | —                         | —                         | —                         | —                         | —                         |                                                               | Sencillos sin álbum                         |
| «Addiction» (junto con Nytron)                                                 | 2016 | —                         | —                         | —                         | —                         | —                         | —                         | —                         | —                         | —                         | —                         |                                                               | Sencillos sin álbum                         |
| «Me & You» (con Iro)                                                           | 2016 | —                         | —                         | —                         | —                         | —                         | —                         | —                         | —                         | —                         | —                         |                                                               | XOXO (Music from the Netflix Original Film) |
| «Byob» (junto con Sevenn)                                                      | 2016 | —                         | —                         | —                         | —                         | —                         | —                         | —                         | —                         | —                         | —                         |                                                               | Sencillos sin álbum                         |
| «Bolum Back» (junto con Liu)                                                   | 2016 | —                         | —                         | —                         | —                         | —                         | —                         | —                         | —                         | —                         | —                         |                                                               | Sencillos sin álbum                         |
| «Do It» (Alok y Dazzo con Barja)                                               | 2016 | —                         | —                         | —                         | —                         | —                         | —                         | —                         | —                         | —                         | —                         |                                                               | Sencillos sin álbum                         |
| «All I Want» (Alok y Liu con Stonefox)                                         | 2016 | —                         | —                         | —                         | —                         | —                         | —                         | —                         | —                         | —                         | —                         |                                                               | Sencillos sin álbum                         |
| «Hear Me Now» (Alok y Bruno Martini con Zeeba)                                 | 2016 | 50                        | 40                        | 54                        | 40                        | 20                        | 14                        | 17                        | 8                         | 57                        | 11                        | - BVMI: Oro - IFPI DIN: Oro - PMB: 3× Platino - SNEP: Platino | Sencillos sin álbum                         |
| «Sirene» (junto con Cat Dealers)                                               | 2017 | —                         | —                         | —                         | —                         | —                         | —                         | —                         | —                         | —                         | —                         |                                                               | Sencillos sin álbum                         |
| «Fuego» (junto con Bhaskar)                                                    | 2017 | —                         | —                         | —                         | —                         | —                         | —                         | 173                       | —                         | —                         | —                         |                                                               | Sencillos sin álbum                         |
| «Never Let Me Go» (Alok y Bruno Martini con Zeeba)                             | 2017 | —                         | —                         | —                         | —                         | —                         | —                         | —                         | —                         | —                         | —                         | - PMB: Diamante                                               | Sencillos sin álbum                         |
| «VillaMix (Suave)» (junto con Matheus & Kauan)                                 | 2017 | —                         | —                         | 87                        | —                         | —                         | —                         | —                         | —                         | —                         | —                         | - PMB: 2× Platino                                             | Sencillos sin álbum                         |
| «Love Is a Temple» (con Iro)                                                   | 2017 | —                         | —                         | —                         | —                         | —                         | —                         | —                         | —                         | —                         | —                         |                                                               | Sencillos sin álbum                         |
| «This City» (Alok y Bhaskar con Stonefox)                                      | 2017 | —                         | —                         | —                         | —                         | —                         | —                         | —                         | —                         | —                         | —                         |                                                               | Alok Presents Brazilian Bass Part 1         |
| «Alien Technology» (junto con Hi-Lo)                                           | 2017 | —                         | —                         | —                         | —                         | —                         | —                         | —                         | —                         | —                         | —                         |                                                               | Sencillos sin álbum                         |
| «Big Jet Plane» (junto con Mathieu Koss)                                       | 2017 | —                         | —                         | —                         | —                         | —                         | —                         | —                         | —                         | —                         | —                         | - PMB: Diamante                                               | Sencillos sin álbum                         |
| «Ocean» (junto con Zeeba e Iro)                                                | 2018 | —                         | —                         | 76                        | —                         | —                         | —                         | —                         | —                         | —                         | —                         | - PMB: 2× Diamante                                            | Sencillos sin álbum                         |
| «Bella Ciao» (Alok, Bhaskar y Jetlag Music con Andre Sarate y Adolfo Celdran)  | 2018 | —                         | —                         | 81                        | —                         | —                         | —                         | —                         | —                         | —                         | —                         |                                                               | Sencillos sin álbum                         |
| «Toda la noche» (junto con Mario Bautista)                                     | 2018 | —                         | —                         | —                         | —                         | —                         | —                         | —                         | —                         | —                         | —                         |                                                               | Sencillos sin álbum                         |
| «Baianá» (con Barbatuques y Foreign)                                           | 2018 | —                         | —                         | —                         | —                         | —                         | —                         | —                         | —                         | —                         | —                         |                                                               | Sencillos sin álbum                         |
| «I Miss U» (junto con Selva)                                                   | 2018 | —                         | —                         | —                         | —                         | —                         | —                         | —                         | —                         | —                         | —                         | - PMB: 2× Platino                                             | Sencillos sin álbum                         |
| «United» (Alok, Armin van Buuren y Vini Vici con Zafrir)                       | 2018 | —                         | —                         | —                         | —                         | —                         | —                         | —                         | —                         | —                         | —                         |                                                               | A State of Trance, Ibiza 2018               |
| «Favela» (junto con Ina Wroldsen)                                              | 2018 | —                         | —                         | —                         | —                         | —                         | —                         | —                         | 28                        | —                         | —                         |                                                               | Sencillos sin álbum                         |
| «Innocent» (Alok e Yves V con Gavin James)                                     | 2018 | —                         | —                         | —                         | —                         | —                         | —                         | —                         | —                         | —                         | —                         |                                                               | Sencillos sin álbum                         |
| «Próximo Amor» (junto con Luan Santana)                                        | 2018 | —                         | —                         | 57                        | —                         | —                         | —                         | —                         | —                         | —                         | —                         | - PMB: Platino                                                | Sencillos sin álbum                         |
| «Pray» (junto con Connor Maynard)                                              | 2018 | —                         | —                         | —                         | —                         | —                         | —                         | —                         | —                         | —                         | —                         | - PMB: Platino                                                | Sencillos sin álbum                         |
| «Epitáfio» (con Titãs)                                                         | 2018 | —                         | —                         | —                         | —                         | —                         | —                         | —                         | —                         | —                         | —                         |                                                               | Sencillos sin álbum                         |
| «Metaphor» (junto con Timmy Trumpet)                                           | 2019 | —                         | —                         | —                         | —                         | —                         | —                         | —                         | —                         | —                         | —                         | - PMB: Oro                                                    | Sencillos sin álbum                         |
| «All the Lies» (Alok y Felix Jaehn con The Vamps)                              | 2019 | —                         | —                         | —                         | —                         | —                         | —                         | —                         | —                         | —                         | —                         | - PMB: Diamante                                               | Breathe                                     |
| «Do It Again» (junto con Steve Aoki)                                           | 2019 | —                         | —                         | —                         | —                         | —                         | —                         | —                         | —                         | —                         | —                         |                                                               | Neon Future IV                              |
| «E Depois (Que Sorte a Minha)» (junto con Seu Jorge y Bid)                     | 2019 | —                         | —                         | —                         | —                         | —                         | —                         | —                         | —                         | —                         | —                         |                                                               | Sencillo sin álbum                          |
| «Party Never Ends» (junto con Quintino)                                        | 2019 | —                         | —                         | —                         | —                         | —                         | —                         | —                         | —                         | —                         | —                         |                                                               | Bright Nights                               |
| «The Wall» (junto con Sevenn)                                                  | 2019 | —                         | —                         | —                         | —                         | —                         | —                         | —                         | —                         | —                         | —                         |                                                               | Sencillos sin álbum                         |
| «Tell Me Why» (junto con Harrison)                                             | 2019 | —                         | —                         | —                         | —                         | —                         | —                         | —                         | —                         | —                         | —                         |                                                               | Sencillos sin álbum                         |
| «Vale Vale» (junto con Zafrir)                                                 | 2019 | —                         | —                         | —                         | —                         | —                         | —                         | —                         | —                         | —                         | —                         |                                                               | Sencillos sin álbum                         |
| «Table for 2» (junto con Iro)                                                  | 2019 | —                         | —                         | —                         | —                         | —                         | —                         | —                         | —                         | —                         | —                         |                                                               | Sencillos sin álbum                         |
| «Killed by the City» (junto con Bhaskar)                                       | 2019 | —                         | —                         | —                         | —                         | —                         | —                         | —                         | —                         | —                         | —                         |                                                               | Sencillos sin álbum                         |
| «I Don't Wanna Talk» (Alok y Hugel con Amber Van Day)                          | 2019 | —                         | —                         | —                         | —                         | —                         | —                         | —                         | —                         | —                         | —                         |                                                               | Sencillos sin álbum                         |
| «On & On» (junto con Dynoro)                                                   | 2019 | —                         | —                         | —                         | —                         | —                         | —                         | —                         | —                         | —                         | —                         |                                                               | Sencillos sin álbum                         |
| «The Book Is on the Table» (junto con Jørd y DJ MP4)                           | 2020 | —                         | —                         | —                         | —                         | —                         | —                         | —                         | —                         | —                         | —                         |                                                               | Sencillos sin álbum                         |
| «Free My Mind» (junto con Rooftime y Dubdogz)                                  | 2020 | —                         | —                         | —                         | —                         | —                         | —                         | —                         | —                         | —                         | —                         |                                                               | Sencillos sin álbum                         |
| «Symphonia» (junto con Sevenn)                                                 | 2020 | —                         | —                         | —                         | —                         | —                         | —                         | —                         | —                         | —                         | —                         |                                                               | Sencillos sin álbum                         |
| «Hear Me Tonight» (junto con THRDL!FE)                                         | 2020 | —                         | —                         | —                         | —                         | —                         | —                         | —                         | —                         | —                         | —                         |                                                               | Sencillos sin álbum                         |
| «Don't Cry for Me» (junto con Martin Jensen y Jason Derulo)                    | 2020 | —                         | —                         | —                         | —                         | —                         | —                         | —                         | —                         | —                         | 91                        | - PMB: 2× Platino                                             | Sencillos sin álbum                         |
| «Let Me Go» (junto con Kshmr y Mkla)                                           | 2020 | —                         | —                         | —                         | —                         | —                         | —                         | —                         | —                         | —                         | —                         | - PMB: Oro                                                    | Sencillos sin álbum                         |
| «Party On My Own» (con Faulhaber)                                              | 2020 | —                         | —                         | —                         | —                         | —                         | —                         | —                         | —                         | —                         | —                         | - PMB: 2× Platino                                             | Sencillos sin álbum                         |
| «Alive (It Feels Like)»                                                        | 2020 | —                         | —                         | —                         | —                         | —                         | —                         | —                         | —                         | —                         | —                         | - PMB: Diamante                                               | Sencillos sin álbum                         |
| «Don't Say Goodbye» (Alok e Ilkay Sencan con Tove Lo)                          | 2020 | —                         | —                         | —                         | —                         | —                         | —                         | —                         | —                         | —                         | —                         |                                                               | Sencillos sin álbum                         |
| «Liberdade (Quando o Grave Bate Forte)» (junto con MC Don Juan y DJ GBR)       | 2020 | —                         | —                         | —                         | —                         | —                         | —                         | —                         | —                         | —                         | —                         |                                                               | Sencillos sin álbum                         |
| «Rapture» (junto con Daniel Blume)                                             | 2021 | —                         | —                         | —                         | —                         | —                         | —                         | —                         | —                         | —                         | —                         | - PMB: Oro                                                    | Sencillos sin álbum                         |
| «Kids on Whizz» (junto con Everyone You Know)                                  | 2021 | —                         | —                         | —                         | —                         | —                         | —                         | —                         | —                         | —                         | —                         |                                                               | Sencillos sin álbum                         |
| «Love Again» (Alok y Vize con Alida)                                           | 2021 | 43                        | 50                        | —                         | —                         | —                         | —                         | —                         | —                         | —                         | —                         | - PMB: Oro                                                    | Sencillos sin álbum                         |
| «TU» (junto con Mahtheus & Kauan)                                              | 2021 | —                         | —                         | —                         | —                         | —                         | —                         | —                         | —                         | —                         | —                         |                                                               | Sencillos sin álbum                         |
| «Another You» (Alok y Bloodline con The Vamps)                                 | 2021 | —                         | —                         | —                         | —                         | —                         | —                         | —                         | —                         | —                         | —                         | - PMB: Oro                                                    | Sencillos sin álbum                         |
| «It Don't Matter» (junto con Sofi Tukker e Inna)                               | 2021 | —                         | —                         | 48                        | —                         | 27                        | —                         | —                         | —                         | —                         | —                         |                                                               | Sencillos sin álbum                         |
| «My Head (Can't Get You Out)» (junto con Glimmer of Blooms)                    | 2021 | —                         | —                         | 37                        | —                         | —                         | —                         | —                         | —                         | —                         | —                         |                                                               | Sencillos sin álbum                         |
| «Body on My Mind»                                                              | 2021 | —                         | —                         | —                         | —                         | —                         | —                         | —                         | —                         | —                         | —                         | - PMB: Oro                                                    | Sencillos sin álbum                         |
| «Love Love» (Alok y Mojjo con Gilsons)                                         | 2021 | —                         | —                         | —                         | —                         | —                         | —                         | —                         | —                         | —                         | —                         | - PMB: Oro                                                    | Sencillos sin álbum                         |
| «In My Mind» (con John Legend)                                                 | 2021 | —                         | —                         | 68                        | —                         | —                         | —                         | —                         | —                         | —                         | —                         | - PMB: 2× Platino                                             | Sencillos sin álbum                         |
| «Reunion» (Alok, Dimitri Vegas & Like Mike y Kshmr con Zafrir)                 | 2021 | —                         | —                         | —                         | —                         | —                         | —                         | —                         | —                         | —                         | —                         |                                                               | Sencillos sin álbum                         |
| «Wherever You Go» con John Martin)                                             | 2021 | —                         | —                         | 37                        | —                         | —                         | —                         | —                         | —                         | —                         | —                         |                                                               | Sencillos sin álbum                         |
| «Squid Game (Let's Play)»                                                      | 2021 | —                         | —                         | —                         | —                         | —                         | —                         | —                         | —                         | —                         | —                         |                                                               | Sencillos sin álbum                         |
| «Typical» (Alok y Steve Aoki con Lars Martin)                                  | 2021 | —                         | —                         | —                         | —                         | —                         | —                         | —                         | —                         | —                         | —                         |                                                               | Sencillos sin álbum                         |
| «Un ratito» (Alok, Luis Fonsi y Lunay con Lenny Távarez y Juliette)            | 2022 | —                         | —                         | —                         | —                         | —                         | —                         | —                         | —                         | —                         | —                         |                                                               | Sencillos sin álbum                         |
| «Side Effect» (con Au/Ra)                                                      | 2022 | —                         | —                         | —                         | —                         | —                         | —                         | —                         | —                         | —                         | —                         |                                                               | Deeper                                      |
| «Keep Walking» (junto con Rooftime)                                            | 2022 | —                         | —                         | —                         | —                         | —                         | —                         | —                         | —                         | —                         | —                         |                                                               | Sencillos sin álbum                         |
| «Headlights» (Alok y Alan Walker con Kiddo)                                    | 2022 | —                         | —                         | —                         | —                         | —                         | —                         | —                         | 15                        | —                         | 59                        |                                                               | Sencillos sin álbum                         |
| «Meu Amor» (junto con Ixã)                                                     | 2022 | —                         | —                         | 67                        | —                         | —                         | —                         | —                         | —                         | —                         | —                         |                                                               | Sencillos sin álbum                         |
| «Run into Trouble» (junto con Bastille)                                        | 2022 | —                         | —                         | 31                        | —                         | 29                        | —                         | —                         | —                         | —                         | —                         |                                                               | Sencillos sin álbum                         |
| «The Club Is Jumpin'»                                                          | 2022 | —                         | —                         | —                         | —                         | —                         | —                         | —                         | —                         | —                         | —                         |                                                               | Sencillos sin álbum                         |
| «Deep Down» (Alok, Ella Eyre y Kenny Dope con Never Dull)                      | 2022 | —                         | —                         | 58                        | —                         | 32                        | —                         | 90                        | —                         | 20                        | —                         |                                                               | Sencillos sin álbum                         |
| «Always Feel Like»                                                             | 2022 | —                         | —                         | —                         | —                         | —                         | —                         | —                         | —                         | —                         | —                         |                                                               | Sencillos sin álbum                         |
| «All by Myself» (junto con Sigala y Ellie Goulding)                            | 2022 | —                         | —                         | —                         | —                         | 35                        | —                         | 116                       | —                         | 70                        | —                         |                                                               | Higher Than Heaven (Deluxe) y Every Cloud   |
| «Kill Me»                                                                      | 2022 | —                         | —                         | —                         | —                         | —                         | —                         | —                         | —                         | —                         | —                         |                                                               | Sencillos sin álbum                         |
| «Surrender» (Alok y UHU con You)                                               | 2022 | —                         | —                         | —                         | —                         | —                         | —                         | —                         | —                         | —                         | —                         |                                                               | Sencillos sin álbum                         |
| «Work with My Love» (junto con James Arthur)                                   | 2023 | —                         | —                         | —                         | —                         | 28                        | —                         | —                         | —                         | —                         | —                         |                                                               | Sencillos sin álbum                         |
| «Boa Sorte» (junto con Cat Dealers y Vanessa Da Mata)                          | 2023 | —                         | —                         | —                         | —                         | —                         | —                         | —                         | —                         | —                         | —                         |                                                               | Sencillos sin álbum                         |
| «Ready Set Go (from Honor of Kings)»                                           | 2023 | —                         | —                         | —                         | —                         | —                         | —                         | —                         | —                         | —                         | —                         |                                                               | Sencillos sin álbum                         |
| «Over Again» (junto con Solardo)                                               | 2023 | —                         | —                         | —                         | —                         | —                         | —                         | —                         | —                         | —                         | —                         |                                                               | Sencillos sin álbum                         |
| «Mami Mami»                                                                    | 2023 | —                         | —                         | —                         | —                         | —                         | —                         | —                         | —                         | —                         | —                         |                                                               | Sencillos sin álbum                         |
| «2 Much 2 Handle» (junto con Steve Aoki)                                       | 2023 | —                         | —                         | —                         | —                         | —                         | —                         | —                         | —                         | —                         | —                         |                                                               | Sencillos sin álbum                         |
| «Car Keys (Ayla)» (junto con Ava Max)                                          | 2023 | —                         | —                         | —                         | —                         | —                         | —                         | —                         | —                         | —                         | —                         |                                                               | Sencillos sin álbum                         |
| «—» denota una grabación que no fue enlistada o no se lanzó en ese territorio. |      |                           |                           |                           |                           |                           |                           |                           |                           |                           |                           |                                                               |                                             |

#### Como artista invitado
| Título                                               | Año  | Álbum              |
| ---------------------------------------------------- | ---- | ------------------ |
| «Paga de Solteiro Feliz» (Simone & Simaria con Alok) | 2018 | Sencillo sin álbum |

## Rankingde DJ Magazine
| DJ   | 2015 | 2016 | 2017 | 2018 | 2019 | 2020 | 2021 | 2022 | 2023 | 2024 | Ref.   |
| ---- | ---- | ---- | ---- | ---- | ---- | ---- | ---- | ---- | ---- | ---- | ------ |
| Alok | 44°  | 25°  | 19°  | 13°  | 11°  | 5°   | 4°   | 4°   | 4°   | 4°   | [ 25 ] |